# Caren Jungjohann
Caren Jungjohann, född den 23 december 1967 i Duisburg, Tyskland, är en västtysk och därefter tysk landhockeyspelare.
Hon tog OS-silver i damernas landhockeyturnering i samband med de olympiska landhockeytävlingarna 1992 i Barcelona.